# BR-153
La BR-153, también conocido por los nombres de Rodovia Transbrasiliana y Rodovia Belém-Brasília, es una carretera federal brasileña que se inicia en Marabá, en el estado de Pará, al municipio de Aceguá, en Rio Grande do Sul. Tiene una extensión aproximada de 3585 km, pasando por ciudades como Araguaína, Anápolis, Marília, Ourinhos, Passo Fundo, Soledade y Bagé. Termina en frontera Brasil-Uruguay.
BR-153 es el enlace principal entre el Medio Norte de Brasil (estados de Tocantins, Maranhão, Pará y Amapá) con la Región Centro-Sur de Brasil. Debido a este hecho y sumado al gran flujo de vehículos, el BR-153 se considera actualmente una de las principales carreteras de integración nacional en Brasil.
Algunas ciudades brasileñas importantes, como Passo Fundo, Marília, São José do Rio Preto, Goiânia, Anápolis, Palmas, Araguaína,  Imperatriz, Marabá y Belém, utilícelo como el corredor principal de flujo. También se usa ampliamente para llegar a regiones turísticas, como el centro turístico de Caldas Novas / Rio Quente, las ciudades históricas de Pirenópolis y Goiás Velho , el Rio Araguaia, el Isla del Bananal, el Rio Tocantins, el Jalapão, el Monumento Natural de Árboles Fosilizados (en Filadélfia, el Chapada das Mesas (en Maranhão), el Lago Serra da Mesa (en Goiás),  Región de Contestado (en Paraná y Santa Catarina), además de las aguas termales. Además de estas regiones, BR- 153 también se utiliza como una ruta de acceso a otras capitales importantes del país, como Brasilia, Macapá (a través de transbordador), São Luís, Teresina y São Paulo.

## Duplicación
Un tramo de 315 km entre Anápolis y Monte Alegre de Minas ya está duplicado.
En 2020, el Gobierno Federal planea otorgar 850.7 km de la carretera al sector privado, en el tramo Anápolis (GO) a Aliança (TO), para duplicar 623.4 km del tramo.

## Galería

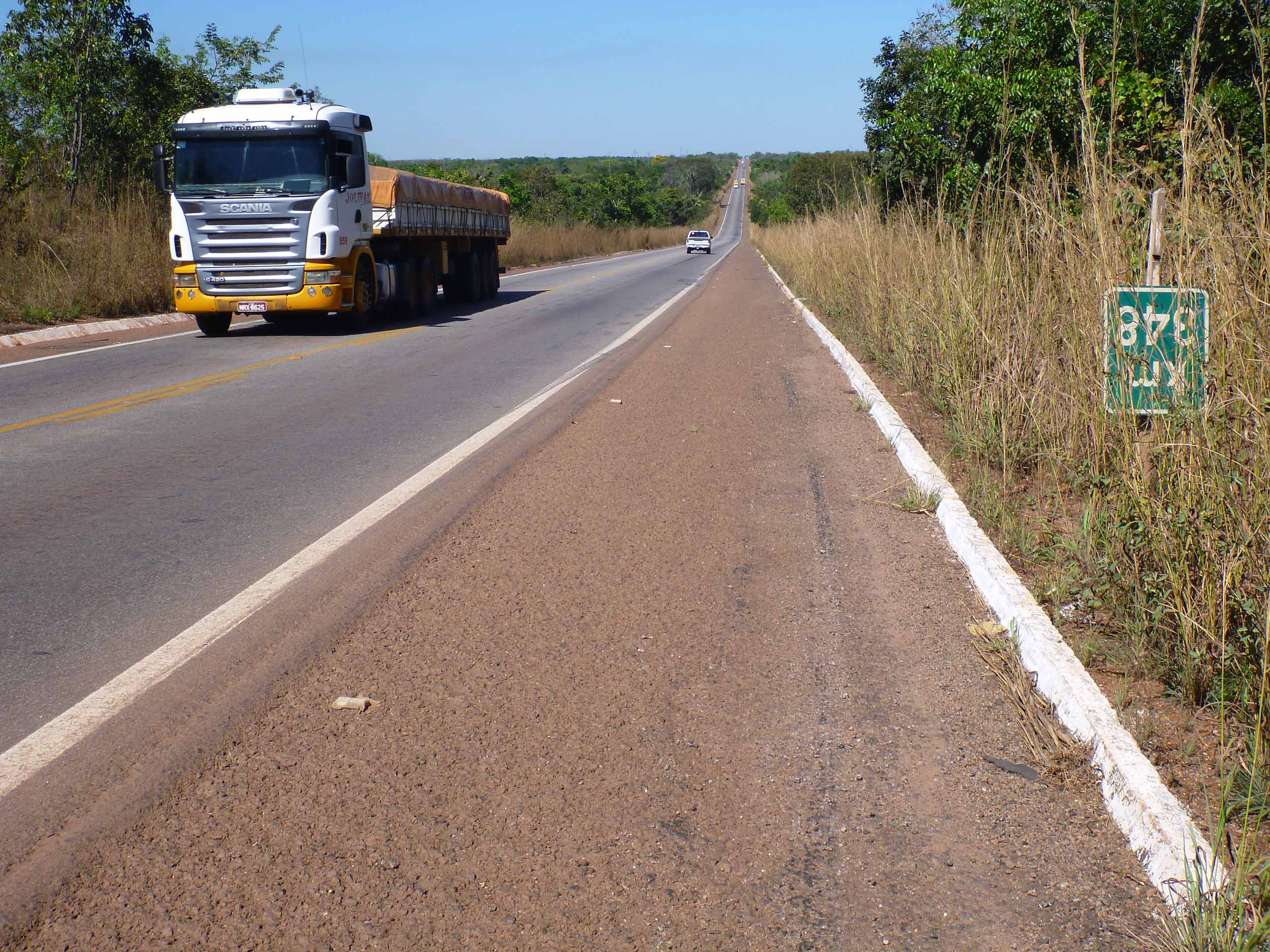
Tramo de la BR-153 en Fortaleza do Tabocão, Tocantins.
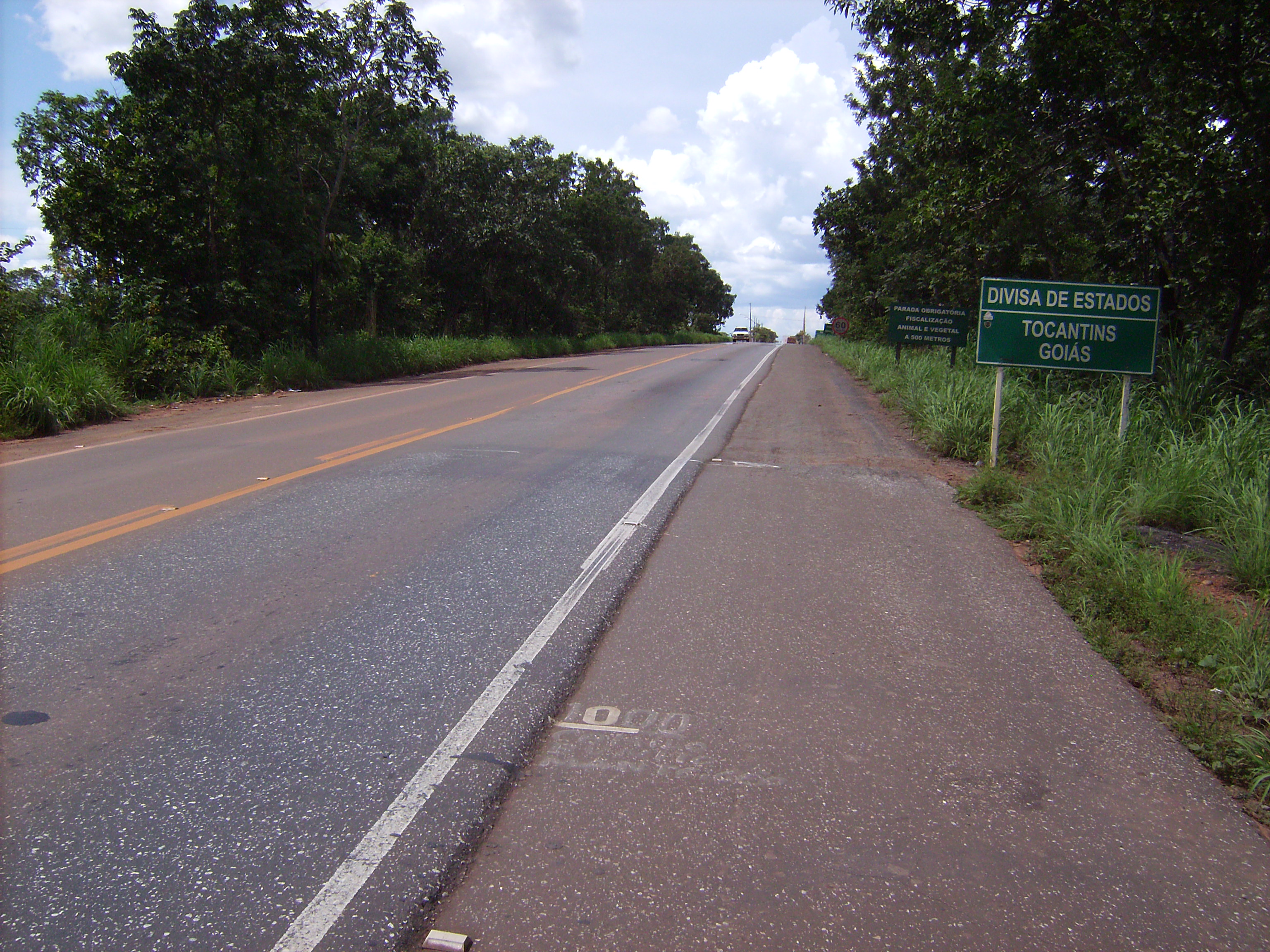
BR-153 en la frontera estatal Tocantins/Goiás.
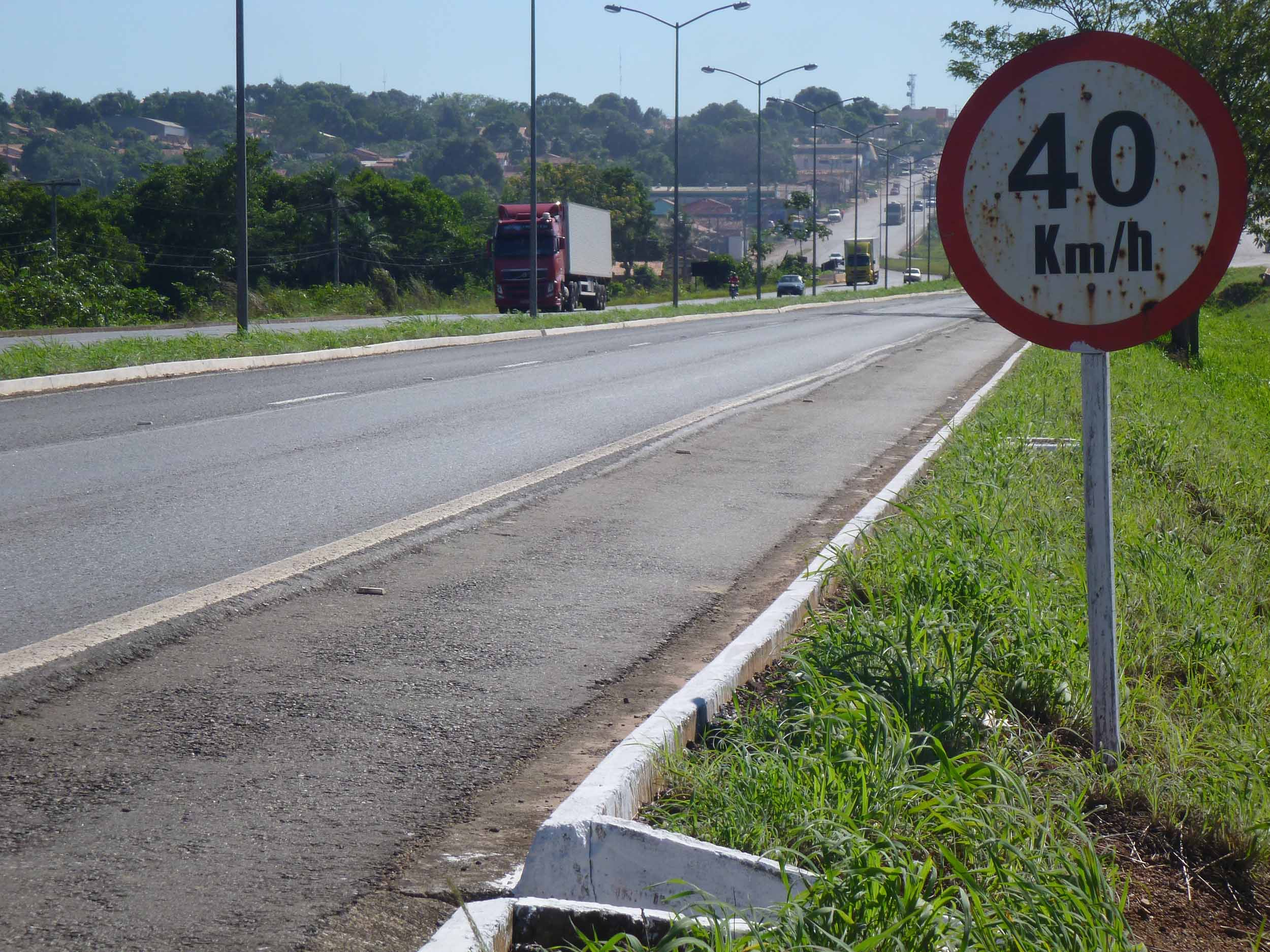
Tramo urbano de la BR-153 en Araguaína, Tocantins.
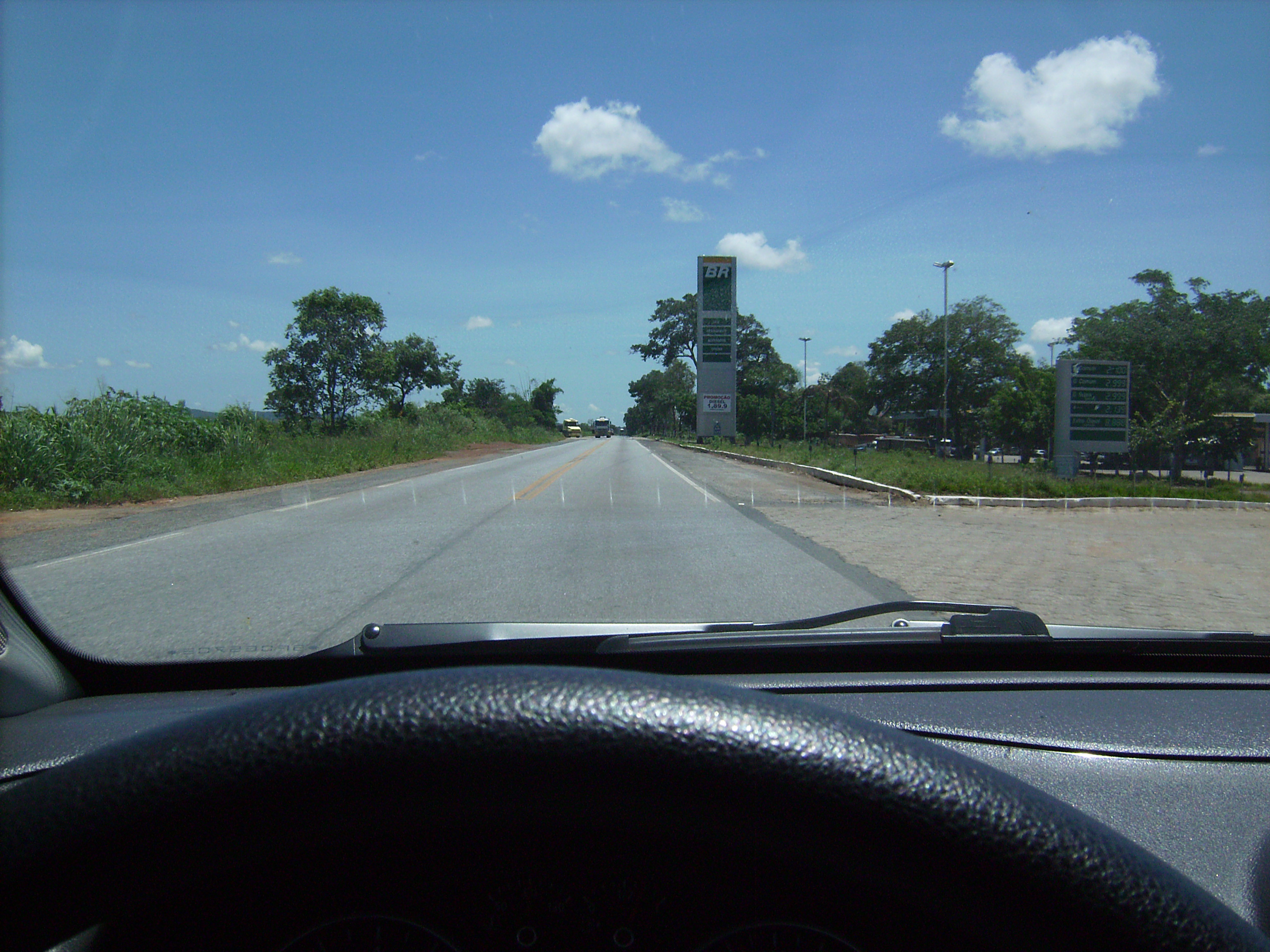
Tramo de la BR-153 en Campinorte, Goiás.
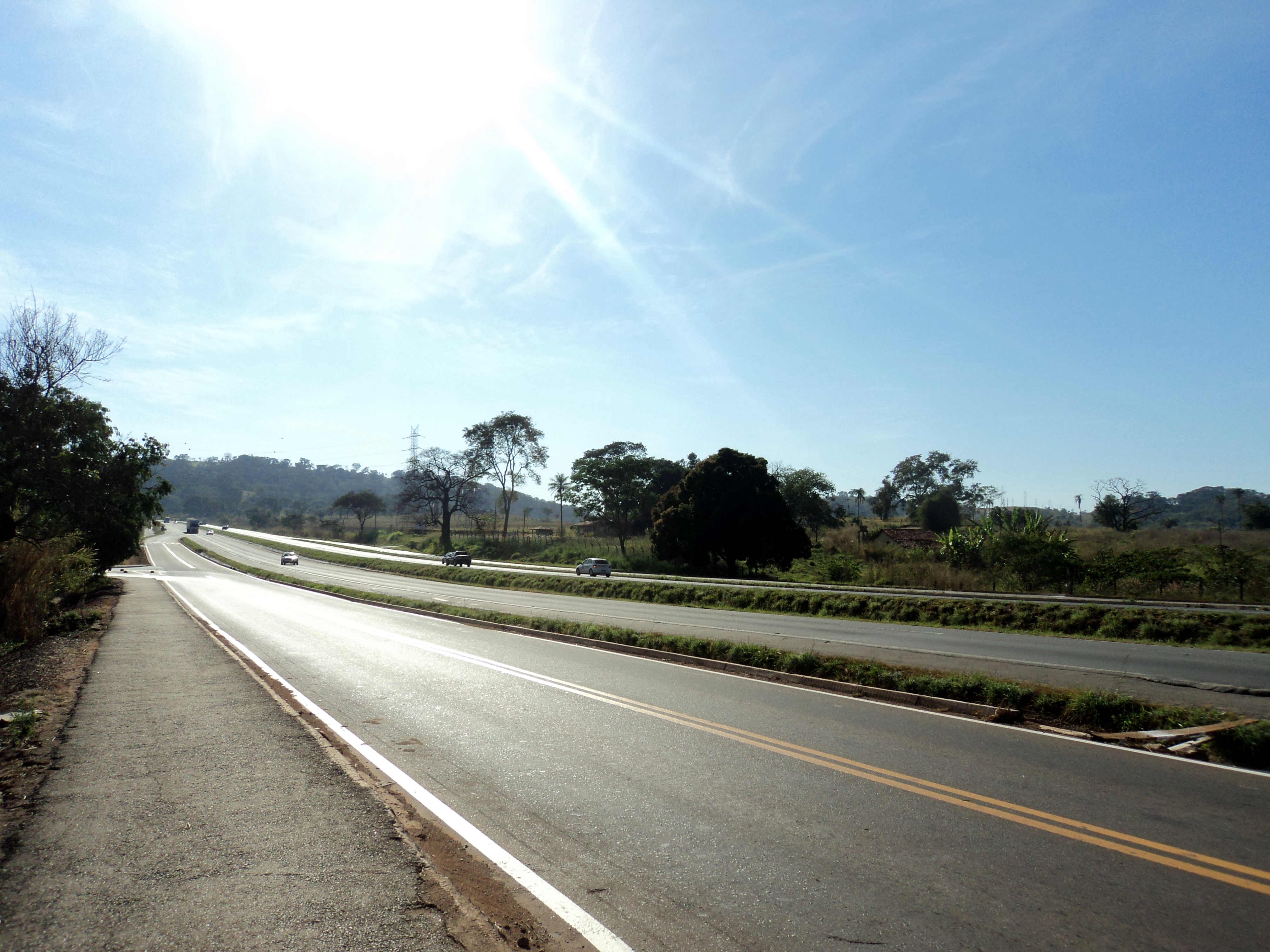
Tramo concurrente con BR-060 en Goiânia.
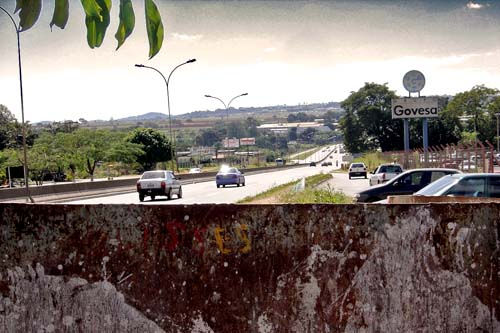
Tramo urbano de la BR-153 en Goiânia.
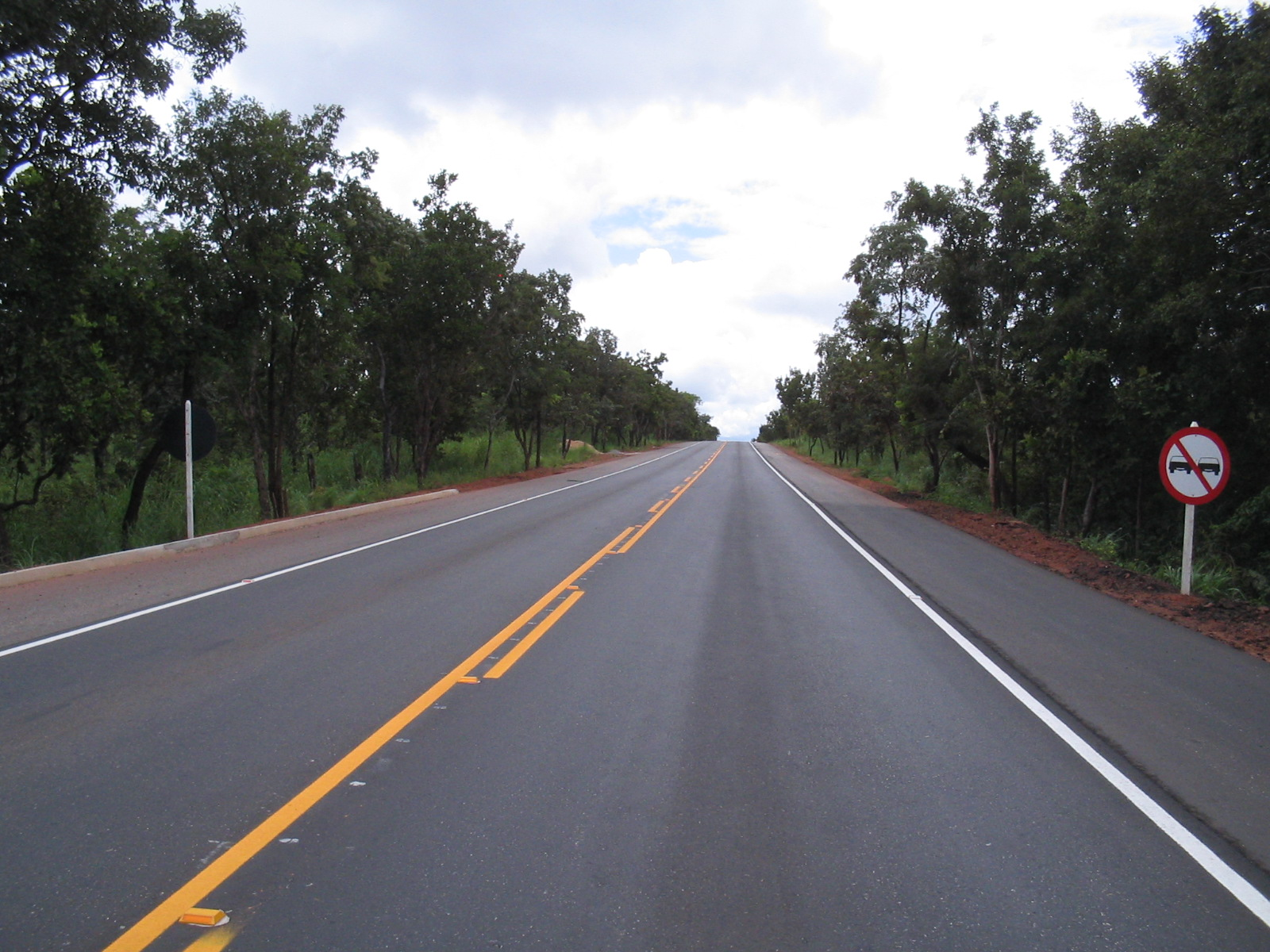
BR-153 en Minas Gerais
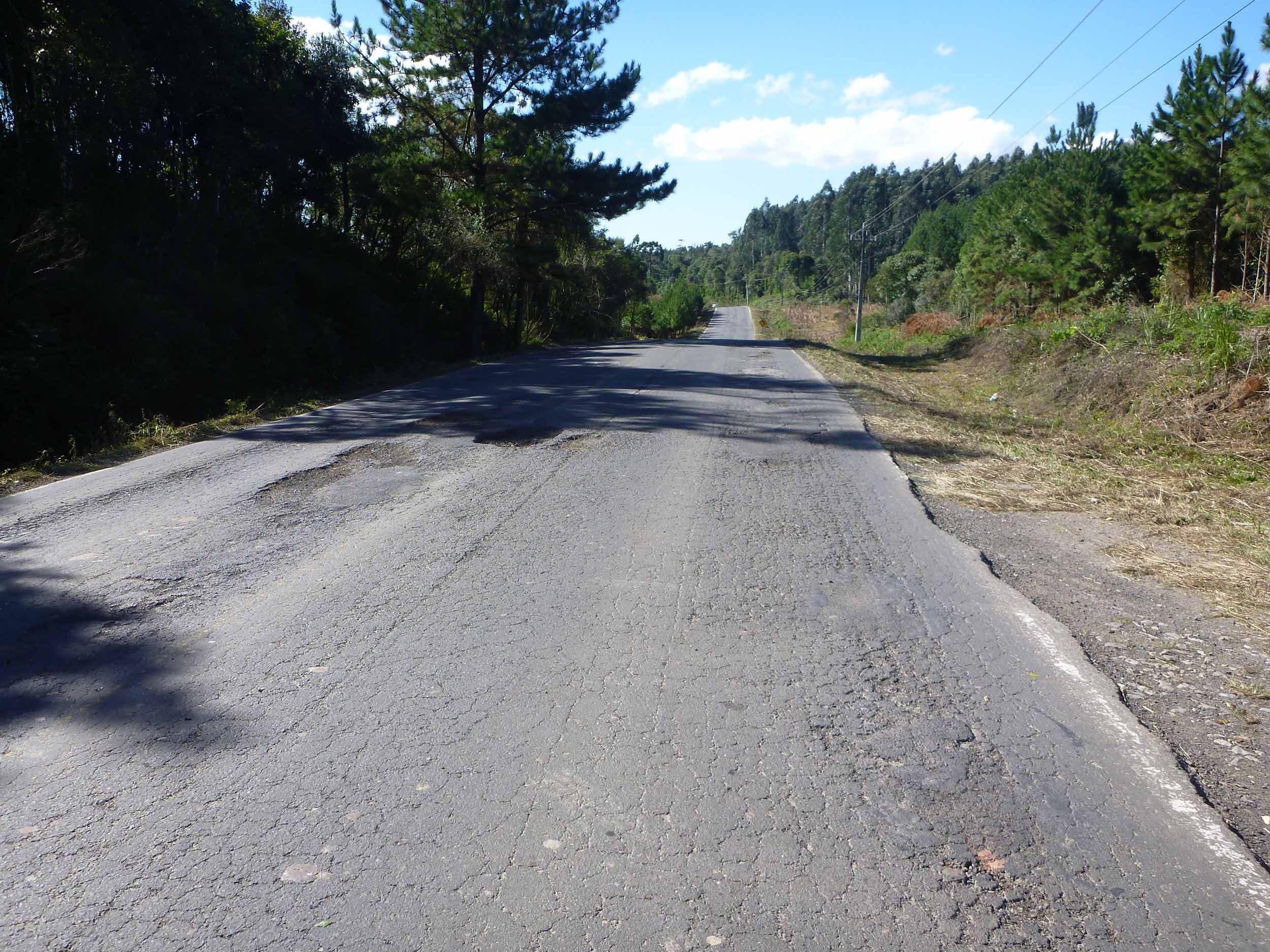
Tramo precario de la BR-153 en la zona rural de Mallet, Paraná, 2013
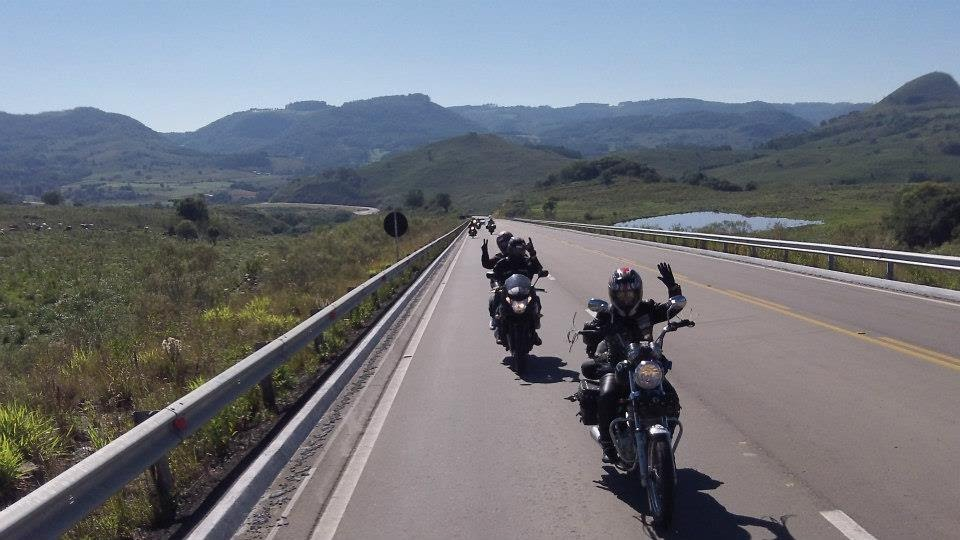
BR-153 en Herveiras, Rio Grande do Sul
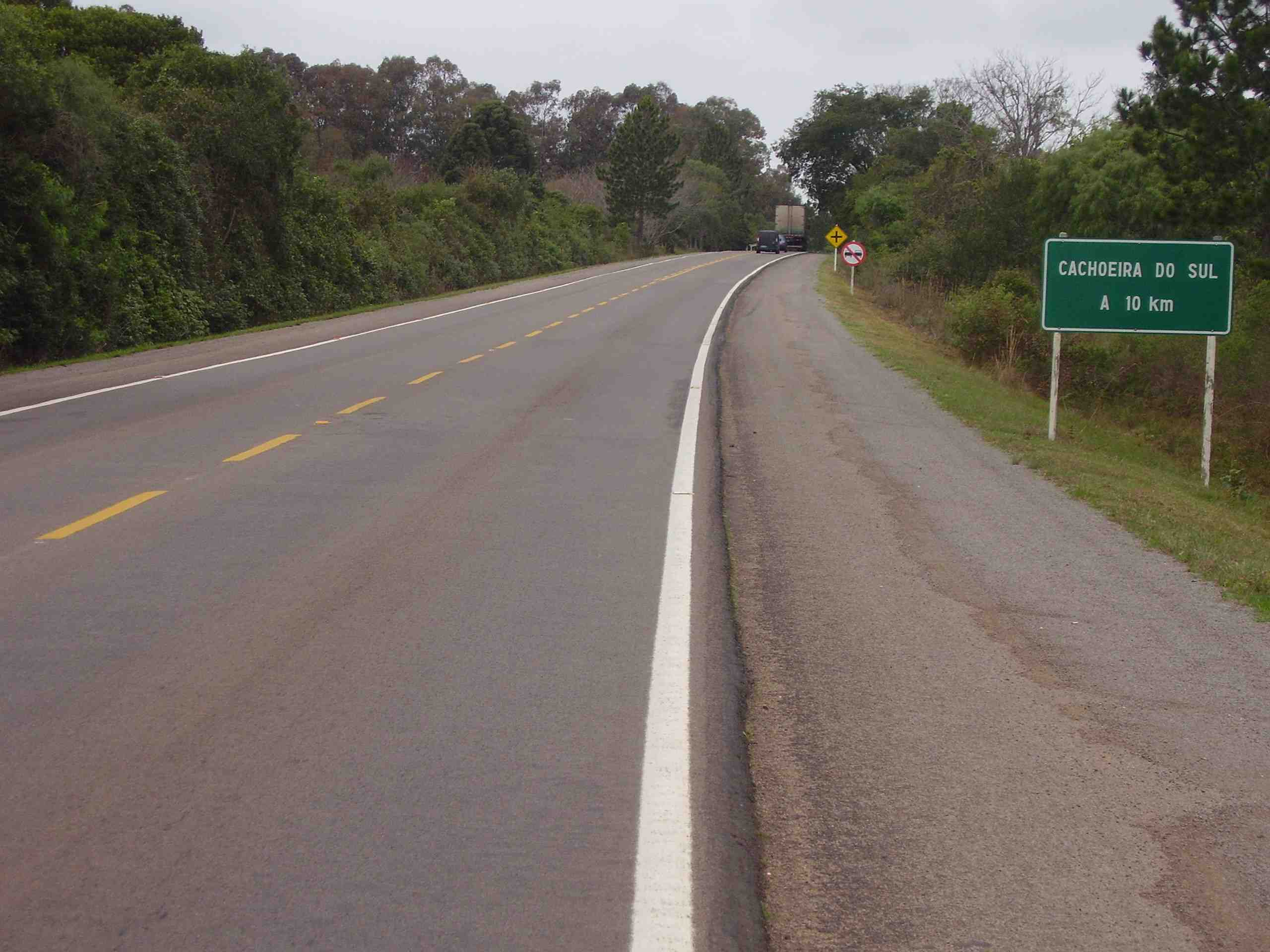
Tramo de la BR-153 en la zona rural de Cachoeira do Sul, Rio Grande do Sul.